# Вілем Матезіус
Вілем Матезіус (Vilém Mathesius; 3 серпня 1882, Пардубице — 12 квітня 1945, Прага) — чеський мовознавець, Голова Празького лінгвістичного гуртка.
У 1912 році Вілем Матезіус став першим професором англістики в Карло-Фердинандовому університеті в Празі. 1926 року був одним із засновників Празького лінгвістичного гуртка.
Основні праці із загального мовознавства (синтаксис, морфологія, типологія, мова, мовна норма, лінгвістика тексту, структурна лінгвістика), соціолінгвістики й англійської мови. Вілем Матезіус — один із родоначальників функціональної лінгвістики.

## Основні твори
- Dějiny literatury anglické I—II (The History of English Literature I—II)
- Čeština a obecný jazykozpyt (Czech Language and General Linguistics)
- Obsahový rozbor současné angličtiny (Content Analysis of Contemporary English)
- výbor Jazyk, kultura a slovesnost (anthology Language, Culture and Poetic Art)
- Nebojte se angličtiny